# Christoph Weiser
Christoph Weiser (* 6. Juni 1959 in Dülken) ist ein deutscher Verwaltungsjurist. Er war von 2012 bis 2024 Präsident des Landesrechnungshofes Brandenburg.

## Leben

### Ausbildung
Weiser besuchte von 1965 bis 1978 die Grundschule und das städtische neusprachliche Gymnasium in Dülken und studierte anschließend von 1978 bis 1983 Rechtswissenschaften an den Universitäten Freiburg und Köln. Er legte 1983 die erste Juristische Staatsprüfung im Oberlandesgerichtsbezirk Düsseldorf ab und machte von 1984 bis 1987 das Referendariat im Landgerichtsbezirk Krefeld, von März bis Juni 1986 Wahlstation bei der Deutsch-Kanadischen Industrie- und Handelskammer in Edmonton. Die zweite Juristische Staatsprüfung legte er 1987 beim Landesjustizprüfungsamt Nordrhein-Westfalen ab. Von 1984 bis 1987 war er zudem wissenschaftliche Hilfskraft im rechtswissenschaftlichen Seminar der Universität Köln.

### Laufbahn
Christoph Weiser begann seine berufliche Laufbahn 1987 als Referent im Bereich Zölle und Verbrauchsteuern sowie Marktordnung bei der Oberfinanzdirektion Köln. Er wechselte 1988 als sogenannter Nationaler Experte im Bereich Harmonisierung der indirekten Steuern zu der Generaldirektion XXI bei der Kommission der Europäischen Gemeinschaften in Brüssel.
Im Anschluss war er von 1989 bis 1997 als Referent in verschiedenen Abteilungen des Bundesministeriums der Finanzen in Bonn tätig. Danach betätigte er sich von 1997 bis 2007 als Referent der SPD-Bundestagsfraktion in den Büros der stellvertretenden Vorsitzenden für Haushalt und Finanzen, Ingrid Matthäus-Maier und Joachim Poß in Bonn und Berlin. Im Jahr 2007 kehrte er in das Bundesministerium der Finanzen zurück und war dort im Amt eines Ministerialdirigenten von 2007 bis 2009 als Unterabteilungsleiter in der Steuerabteilung und von 2010 bis 2012 in der Zentralabteilung tätig.
Am 29. August 2012 wählte der Landtag Brandenburg Weiser zum Präsidenten des Landesrechnungshofes Brandenburg. Das Amt des Präsidenten trat er mit Wirkung vom 1. November 2012 an. Am 31. Oktober 2024 trat er nach der gesetzlich vorgesehenen Amtszeit von zwölf Jahren in den Ruhestand ein.